# Кольцевая (станция скоростного трамвая)
«Кольцева́я» (укр. Кільцева) — станция метро в городе Кривой Рог, Украина. Открыта 2 мая 1989 года. Обслуживает линии 1М 2М, являясь конечной на обоих. Станция проектировалась и создавалась как временная.

## Описание
Станция представляет собой разворотное кольцо, обычное для трамвая. Территория кольца окружена металлическим забором. Попасть на станцию можно только через подземный переход, оба входа в который расположены прямо на трамвайной остановке «Экономический институт», соответственно, перед Экономическим институтом (КЭИ ГУЭТ). В переходе расположена касса и турникеты.
В середине кольца есть две платформы — для посадки и для высадки пассажиров. Посадочная платформа накрыта простым навесом.
На станции «Кольцевая» существует гейт, который соединяет систему скоростного трамвая с системой муниципального трамвая.
После реорганизации движения и реконструкции на станции весной-летом 2012 года, гейт, который раньше соединял пути скоростного и городского трамваев, был перестроен и через новую ветку стал осуществлять движение нововведённый маршрут
3М; тремя годами позже (летом 2015) был введен маршрут  4М (оба — в обход станции «Кольцевая»; вместо нее используется остановка городского трамвая «Экономический институт», находящаяся через дорогу). На станции осталась действовать лишь одна платформа — одновременно для посадки и высадки пассажиров, оборудованная павильоном.

## Объявление информатора
- Обережно, двері зачиняються! Наступна станція «Кільцева» (укр.)
- Станція «Кільцева» (укр.)